# Wahlen zum Repräsentantenhaus der Vereinigten Staaten 1938
Bei den Wahlen zum Repräsentantenhaus der Vereinigten Staaten 1938 wurden am 8. November 1938 die Abgeordneten des Repräsentantenhauses gewählt. Im Bundesstaat Maine fanden die Wahlen bereits am 12. September statt. Die Wahlen waren Teil der allgemeinen Wahlen zum 76. Kongress der Vereinigten Staaten in jenem Jahr, bei denen auch ein Drittel der US-Senatoren gewählt wurden. Da die Wahlen etwa in der Mitte der zweiten Amtszeit des Demokratischen Präsidenten Franklin D. Roosevelt stattfanden (Midterm Election), galten sie auch als Votum über die bisherige Politik des Präsidenten.
Zum Zeitpunkt der Wahlen bestanden die Vereinigten Staaten aus 48 Bundesstaaten. Die Zahl der zu wählenden Abgeordneten war 435. Die Sitzverteilung basierte auf der Volkszählung von 1930.
Bei der Wahl verloren die Demokraten erstmals seit 1928 wieder Mandate. Sie mussten 72 Sitze abgeben und konnten nur noch 262 Kongressabgeordnete stellen. Das reichte aber immer noch für die absolute Mehrheit. Auf der anderen Seite gewannen die Republikaner 81 Sitze hinzu und kamen nun auf 169 Mandate. Die Farmer-Labor Party aus Minnesota und die Progressive Party aus Minnesota verloren ebenfalls Sitze und kamen nur noch auf einen bzw. zwei Sitze. Der Grund für den Umschwung zu Gunsten der Republikaner war zum einen eine leichte Wirtschaftskrise im Jahr 1937. Bei einigen Wählern kehrte die Erinnerung an die Weltwirtschaftskrise zu Beginn des Jahrzehnts zurück und es entstanden Zweifel an der bisher gepriesenen New Deal Politik der Bundesregierung. Zum anderen gab es auch Widerstand gegen eine immer stärker werdende Bundesregierung unter Präsident Roosevelt. Die Regierung hatte im Rahmen der New Deal Politik in einigen Fällen die von der Verfassung vorgegebenen Grenzen überschritten. In diesen Fällen verwarf der Oberste Bundesgerichtshof die geplanten Gesetzvorlagen. Präsident Roosevelt stellte außerdem mit dem sogenannten Court-Packing Plan eine Justizreform vor, die auf eine Anhebung der Zahl der Bundesrichter abzielte und damit indirekt auf eine Einflussnahme des Präsidenten auf die Gerichte hinauslief, da die Richter ja vom Präsidenten ernannt werden. Der Plan wurde zwar am 22. Juli 1937 vom Senat abgelehnt, wirkte sich aber bei den Wahlen des Jahres 1938 negativ für die Demokratische Partei aus.
Vor allem in den Südstaaten war das Wahlrecht durch Gesetze eingeschränkt, die das Wahlrecht an ein bestimmtes Steueraufkommen knüpften. Dadurch wurden ärmere Weiße, vor allem aber viele Afro-Amerikaner vom Wahlrecht ausgeschlossen. Diese Einschränkungen galten bis zur Verabschiedung des 24. Zusatzartikel zur Verfassung der Vereinigten Staaten im Jahr 1964.

## Wahlergebnis
- Demokratische Partei 262 (334) Sitze
- Republikanische Partei 169 (88) Sitze
- Farmer Labor Party: 1  (5) Sitze
- Wisconsin Progressive Party: 2 (8)
- Sonstige: 1 (0)

Gesamt: 435 (435)
In Klammern sind die Ergebnisse der letzten Wahl zwei Jahre zuvor. Veränderungen im Verlauf der Legislaturperiode, die nicht die Wahlen an sich betreffen, sind bei diesen Zahlen nicht berücksichtigt, werden aber im Artikel über den 76. Kongress im Abschnitt über die Mitglieder des Repräsentantenhauses bei den entsprechenden Namen der Abgeordneten vermerkt. Das Gleiche gilt für Wahlen in Staaten, die erst nach dem Beginn der Legislaturperiode der Union beitraten. Daher kommt es in den Quellen gelegentlich zu unterschiedlichen Angaben, da manchmal Veränderungen während der Legislaturperiode in die Zahlen eingearbeitet wurden und manchmal nicht.

## Weblink
- Party Divisions